# گوبنادور ویراسورو
گوبنادور ویراسورو (به اسپانیایی: Gobernador Virasoro) یک منطقهٔ مسکونی در آرژانتین است که در بخش سانتو تومه واقع شده‌است. گوبنادور ویراسورو ۲٬۱۰۰ کیلومتر مربع مساحت و ۳۰٬۶۶۶ نفر جمعیت دارد و ۱۲۷ متر بالاتر از سطح دریا واقع شده‌است.